# ساوت‌وسترن انرژی
ساوت‌وسترن انرژی (انگلیسی: Southwestern Energy) شرکت نفت و گاز آمریکایی است، که در سال ۱۹۲۹ تأسیس شد.